# Kudoa quadricornis
Kudoa quadricornis is een microscopische parasiet uit de familie Kudoidae. Kudoa quadricornis werd in 2003 beschreven door Whipps, Adlard, Bryant & Kent. 